# Allauch
Allauch ist eine französische Gemeinde mit 21.404 Einwohnern (Stand 1. Januar 2022) im Département Bouches-du-Rhône in der Region Provence-Alpes-Côte d’Azur.

## Geografie
Allauch liegt zwischen dem zwölf Kilometer entfernten Marseille und dem dreizehn Kilometer entfernten Aubagne.
Die Gemeinde besteht aus folgenden Ortsteilen:
- Allauch-village (2006: 2594 Einwohner)
- Le Logis-Neuf (7224 Einwohner)
- La Pounche (3360 Einwohner)
- Fontvielle
- Pié d’Autry

Nachbargemeinden von Allauch sind Mimet, Saint-Savournin (Berührungspunkt) und Cadolive im Norden, Peypin im Nordosten, Roquevaire im Osten, Aubagne im Südosten, Marseille im Süden und Südwesten und Plan-de-Cuques im Westen.

## Geschichte
Im 10. Jahrhundert wurde der Ort von den Mauren belagert. Die Dorfbewohner standen vor dem Verhungern. Doch den Belagerern spielten sie vor, dass es ihnen gut gehe, worauf diese abzogen.
Von der Burg des Ortes sind heute nur noch wenige Ruinen verblieben, die Kapelle Notre-Dame du Château von 1148 existiert noch.
Vor der Französischen Revolution gehörten drei Viertel des Landes von Allauch den Bauern, zwanzig Prozent dem Adel und dem Bürgertum, jedoch nur drei Prozent dem Klerus.
1937 wurde der Ortsteil Plan-des-Cuques eine eigenständige Gemeinde. 1973 wurde Allauch Hauptort des Canton.

### Bevölkerungsentwicklung
| Jahr                       | 1962 | 1968   | 1975   | 1982   | 1990   | 1999   | 2006   | 2016   |
| Einwohner                  | 8528 | 10.013 | 11.149 | 13.519 | 16.092 | 18.913 | 19.057 | 21.228 |
| Quellen: Cassini und INSEE |      |        |        |        |        |        |        |        |

## Wappen
Wappenbeschreibung: In Blau je ein weißer offener Flug schräg zum  oberen Eck gelegt, darunter ein weißer gestürzter Halbmond und drei (2:1) fünfzackige Sterne.

## Sehenswürdigkeiten
- Mittelalterliche Burgkapelle Notre-Dame-du-Château
- Kirche Saint-Sébastien aus dem 16. Jahrhundert
- La Bastide Neuve, im Ortsteil Bellons, das Ferienhaus von Marcel Pagnol[1]

## Städtepartnerschaften
- Vaterstetten, Bayern, seit 1982
- Vico Equense, Italien, seit 2004
- Armawir, Armenien, seit 2005

## Persönlichkeiten
- Thyde Monnier (1887–1967), Schriftstellerin und Feministin
- Marcel Pagnol (1895–1974), Schriftsteller, Dramaturg und Regisseur